# Pliocè
El Pliocè és una època geològica que s'estén des de fa 5,3 milions d'anys fins fa 2,588 milions d'anys.
Com a segona època del període Neogen, el Pliocè segueix el Miocè i precedeix el Plistocè.
Sir Charles Lyell va donar nom al Pliocè. El nom ve dels mots grecs pleion (més) ceno (nou), i vol dir més o menys "continuació d'allò que és recent", i es refereix a la fauna moderna, especialment als mol·luscs.
Com amb períodes geològics més antics, els estrats que en defineixen l'inici i la fi estan ben identificats, però les dates exactes del principi i el final de l'època són lleugerament incertes. Els límits que marquen el principi del Pliocè no es troben en un event global fàcilment identificable, sinó que té límits regionals entre el Miocè més càlid i el Pliocè més fred. La frontera superior se solia posar al principi de les glaciacions del Plistocè però ara es considera aquesta data massa tardana. Molts geòlegs troben més útil el límit Paleogen-Neogen.

## Subdivisions
Els estatges faunístics del Pliocè, del més recent al més antic, són:
| Període                                                        | Sèrie    | Estage       | Edat (Ma)  |
| -------------------------------------------------------------- | -------- | ------------ | ---------- |
| Quaternari                                                     | Plistocè | Gelasià      | més recent |
| Neogen                                                         | Pliocè   | Plasencià    | 3,6        |
| Neogen                                                         | Pliocè   | Zanclià      | 5,333      |
| Neogen                                                         | Miocè    | Messinià     | 7,246      |
| Neogen                                                         | Miocè    | Tortonià     | 11,63      |
| Neogen                                                         | Miocè    | Serraval·lià | 13,82      |
| Neogen                                                         | Miocè    | Languià      | 15,97      |
| Neogen                                                         | Miocè    | Burdigalià   | 20,44      |
| Neogen                                                         | Miocè    | Aquitanià    | 23,03      |
| Paleogen                                                       | Oligocè  | Catià        | més antic  |
| Subdivisió del període Neogen segons IUGS, el juliol del 2009. |          |              |            |

| Plasencià | (3,6 – 2,588 milions d'anys)   |
| Zanclià   | (5,332 – 3,600 milions d'anys) |

## Clima
El clima es tornà més fred, sec i estacional, semblant al clima modern. L'Antàrtida quedà glaçada, completament coberta per neu perenne, aproximadament a l'inici del Pliocè. La formació d'un casquet polar àrtic fa uns 3 milions d'anys queda assenyalada per un canvi abrupte en la proporció de l'isòtop d'oxigen als fons marins de l'oceà Atlàntic i l'oceà Pacífic septentrionals. La glaciació a latituds mitjanes ja havia començat probablement abans de la fi de l'època.

## Paleogeografia
Els continents continuaren llur deriva cap a les seves posicions presents, movent-se des de llocs a uns 250 km de la seva situació actuals fins a només 70. Les Amèriques quedaren unides per l'istme de Panamà durant el Pliocè, que va significar la fi de la fauna marsupial de Sud-amèrica. La formació de l'istme tingué conseqüències importants en les temperatures globals, ja que va tallar corrents càlids equatorials i començà un refredament de l'Atlàntic, ja que les aigües àrtiques i antàrtiques van començar a refredar l'ara aïllat oceà Atlàntic.
La col·lisió d'Àfrica amb Europa va formar el mar Mediterrani, separant el que quedava del mar de Tetis.
Canvis en el nivell marí van exposar el pont terrestre entre Alaska i Àsia.
Hi ha jaciments marins importants a la Mediterrània, a l'Índia i a la Xina.

## Flora
El canvi cap a un clima estacional més fred i sec va tenir un impacte considerable sobre la vegetació del Pliocè, reduint el nombre mundial d'espècies tropicals. Els boscos oberts proliferaren, boscos de coníferes i tundra cobrien gran part del nord, i planes herboses s'escamparen a tots els continents menys l'Antàrtida. Els boscos tropicals estaven limitats a una línia estreta a prop de l'equador, i a més, s'escamparen sabanes i deserts per Àsia i Àfrica.

## Fauna

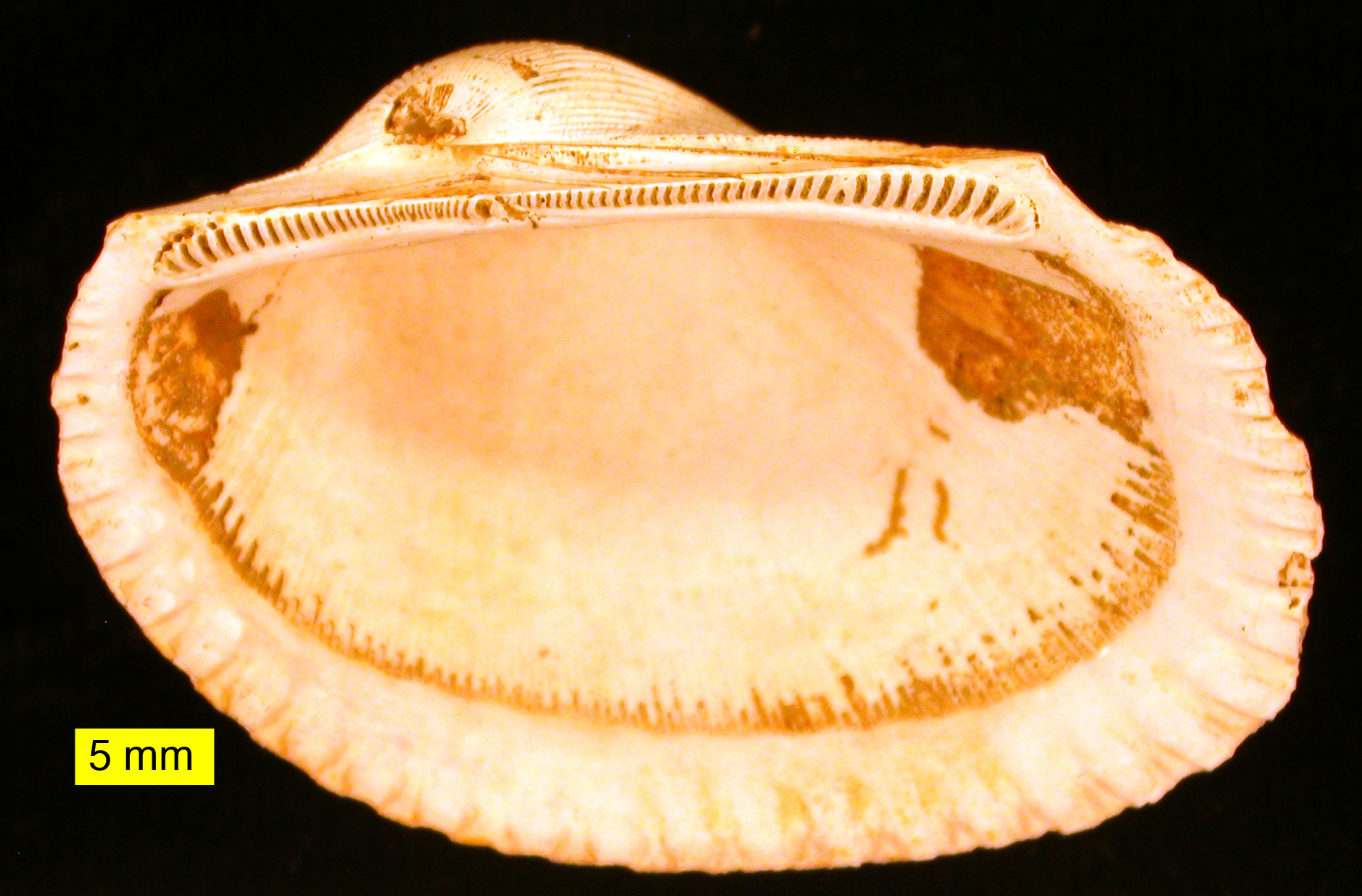
Anadara, Pliocè, Cyprus.

Tant la fauna marina com la terrestre era essencialment moderna, malgrat que la continental era una mica més primitiva que avui en dia. Els primers homínids recognoscibles, els australopitecs, aparegueren al Pliocè.
Les col·lisions continentals van causar grans migracions i les mescles d'espècies anteriorment aïllades. Els herbívors creixeren, així com els predadors especialitzats.

### Mamífers
A Nord-amèrica, els rosegadors, els grans mastodonts i gomfoteris, així com els didèlfids, van continuar amb èxit, mentre que els ungulats com el camell, cérvol i cavall perderen població. Els rinoceronts, tapirs i chalicoteris s'extingiren. Els carnívors, incloent-hi la família de les mosteles es van diversificar, prosperant els gossos i els ossos. Els peresosos, els gliptodonts i els armadillos arribaren al nord a través de l'istme de Panamà.
A Euràsia, els rosegadors van tenir èxit, mentre que l'expansió dels primats es reduí. Els elefants, Gomphotheriidae i Stegodon van tenir èxit a Àsia, i els damans migraren cap al nord des d'Àfrica. La diversitat dels cavalls es reduí, mentre que els rinoceronts i tapirs prosperaren, igual que les vaques, antílops i algunes espècies de camell que arribaren des de Nord-amèrica. Les hienes i els dent de sabre van aparèixer, unint-se a altres predadors com els gossos, ossos o mustel·les.
Àfrica estava dominada per animals amb peülles, mentre els primats continuaven llur evolució; els australopitecs apareixen cap al final del Pliocè. Els rosegadors també hi tenen èxit, i les poblacions d'elefants van augmentar. Les vaques i els antílops van continuar diversificant-se i van avançar els porcs en nombre d'espècies. Van evolucionar les girafes primitives, i els camells van arribar d'Àsia. També apareixeren els cavalls i els rinoceronts moderns. Els ossos, gossos i mustel·les van unir-se als gats, hienes i civetes, obligant a les hienes a convertir-se en carronyaires especialitzats.
Amèrica del Sud fou envaïda per espècies nord-americanes per primera vegada des del Cretaci. Els litopterns i els notoungulats, nadius de Sud-amèrica, van prosperar. Carnívors mustèlids i coatís van arribar del nord. També tingueren èxit gliptodonts, peresosos i els armadillos més petits.
Els marsupials continuaren sent els mamífers australians dominants, amb formes herbívores com el wombat o el cangur o els enormes diprotodonts. Els marsupials carnívors van continuar caçant durant el Pliocè, com els dasiúrids, els tilacins o el Thylacoleo. Els primers rosegadors també hi arribaren, mentre les balenes i els rat-penats prosperaren. L'ornitorrinc modern, un monotrema, va aparèixer.

## Oceans
Els oceans continuaren sent relativament càlids durant el Pliocè, malgrat que seguiren refredant-se. El casquet polar àrtic es va formar, assecant el clima i incrementant els corrents somers freds al nord de l'Atlàntic. Els corrents profunds freds venien de l'Àrtic.
La formació de l'istme de Panamà fa uns 3,5 milions d'anys va eliminar l'últim vestigi del que una vegada fou un corrent equatorial que havia existit des del Cretaci i principis del Cenozoic. Això podria haver contribuït a fer que es refredessin més els oceans arreu del món.
Els mars del Pliocè estaven plens de vida amb manatís, foques i lleons marins.